# Stephansplatz (metropolitana di Vienna)
La stazione di Stephansplatz è una stazione della metropolitana di Vienna, posta all'incrocio delle linee U1 e U3 e situata nel 1º distretto (Innere Stadt). Per la sua funzione di nodo centrale della rete metropolitana e per la centralità della zona servita, la stazione è una delle strutture di trasporto più trafficate di Vienna, registrando nel 2011 il transito di 255 000 passeggeri al giorno.

## Storia
Fin dal XIX secolo era stato concepito il progetto di realizzare una stazione urbana nei pressi della Cattedrale di Santo Stefano per ovviare alla carenza di trasporti pubblici efficienti tra il centro e la Ringstraße ma fu solo nel maggio 1973 che iniziarono i lavori di costruzione della stazione di Stephansplatz nell'ambito della realizzazione del nucleo della metropolitana di Vienna. Ad agosto 1977 vennero posati i binari sul livello più profondo, con un cantiere a cielo aperto.
La stazione di Stephansplatz venne attivata il 18 novembre 1978, come parte della prima tratta (da Karlsplatz a Stephansplatz) della linea U1; rimase capolinea fino al 24 novembre dell'anno successivo, data dell'attivazione della tratta da Stephansplatz a Nestroyplatz.
L'interscambio con la linea U3 era previsto fin dall'inizio e i lavori sono iniziati a metà degli anni settanta ma la stazione entrò in servizio solo il 6 aprile 1991, come parte della prima tratta della linea (da Erdberg a Volkstheater).

## Descrizione
La stazione si sviluppa in sotterranea su cinque piani sotto Stephansplatz. Le scale di accesso stradale non sono coperte per motivi di arredo urbano. I binari della linea U1 si trovano nel livello più profondo (27 m) e sono accessibili da un'isola centrale, mentre i binari della linea U3 sono disposti su due livelli sovrapposti (a 12 m e 27 m di profondità) con accesso ai treni da marciapiede laterale singolo. Il primo piano sotterraneo ospita la biglietteria e un punto informazioni. Nella stazione si trovano anche i negozi di due importanti catene di panificio viennesi e fino al 2005 era attiva anche una centrale di polizia, poi trasferita a Brandstätte.
L'unico accesso stradale per persone a mobilità ridotta è quello di Goldschmiedgasse di fronte alla Haas-Haus, dove è in funzione un ascensore a chiamata. All'interno della stazione sono presenti altri tre ascensori e 23 scale mobili di lunghezza diversa.

## Ritrovamenti archeologici
Durante i lavori di scavo, nel 1972 sono riemerse le fondamenta della vecchia cappella della Maddalena sotto alle quali è stata rinvenuta la cappella sotterranea di San Virgilio, andata dimenticata. La cappella venne realizzata verso il 1240 ma fu poi chiusa e interrata in una data sconosciuta. La cappella in origine era accessibile solo dall'alto tramite una scala a pioli, essendo priva sia di porte che di finestre, ed è stata riportata al suo stato originario, ad esclusione della parete occidentale, andata distrutta durante la realizzazione della stazione. Il reperto è stato inglobato nel complesso della stazione ed è raggiungibile da un corridoio situato nel livello più profondo della linea U3 (in direzione Simmering) mentre al livello superiore è stata realizzata una finestra che consente di vederne l'interno dall'alto.
Sulla pavimentazione di Stephansplatz sono visibili le piante della Cappella di San Virgilio e della Cappella della Maddalena realizzate con pietre colorate.

## Ingressi
- Stephansplatz
- Graben
- Kärntner Straße
- Goldschmiedgasse (solo ascensore)